# Programul de televiziune al rețelelor din Statele Unite ale Americii din 1965–1966
Acesta este programul de televiziune din 1965–1966 al celor trei rețele TV comerciale în limba engleză din Statele Unite ale Americii. Programul acoperă orele de prime-time (19:00 - 22:30) din septembrie 1965 până în august 1966. Programul este urmat de o listă de seriale care revin, seriale noi și seriale anulate după sezonul 1964–1965, toate în funcție de rețea.
În timpul acestui sezon, ABC și CBS au inițiat difuzarea unei părți predominante a programelor lor de prime-time în culori, în timp ce aproape toată gama de toamnă a NBC a fost prezentată color, cu excepția serialului dramatic de război Convoy și a sitcom-ului fantasy Visând la Jeannie. Primul serial a fost încheiat după 13 episoade, în timp ce cel de-al doilea a fost transmis în culori sezonul următor. Având în vedere că majoritatea conținutului de prime-time a fost produs color, programarea pentru acest sezon a indicat emisiunile alb-negru reziduală cu  „B/W (alb/negru”).
Serialele noi sunt evidențiate cu caractere aldine.
Fiecare dintre cele mai bine cotate 30 de emisiuni este listată cu rangul și ratingul, așa cum este determinat de Nielsen Media Research.
     Galbenul indică programele sezonului din top 10 .
     Cyan indică programele sezonului din top 20.
     Purpuriu indică programele sezonului din top 30.

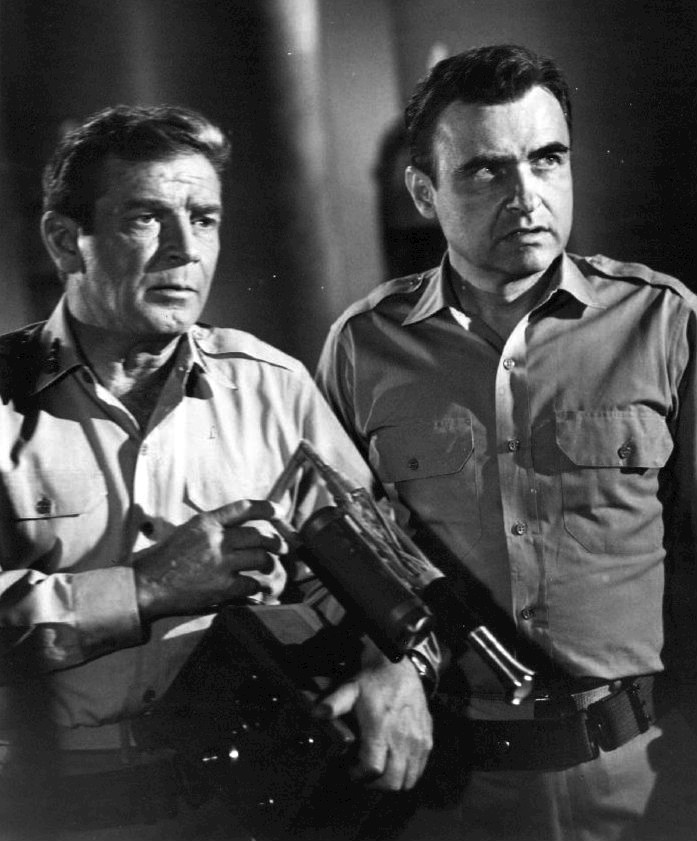
Amiralul Nelson (Richard Basehart) și Sharkey (Terry Becker) se luptă cu un spion extraterestru, 1968. (serialul Călătorie spre fundul oceanului)

## Program

### Duminică
| Rețea | 7:00 PM                                           | 7:30 PM                                                                             | 8:00 PM                                                                             | 8:30 PM                                                                             | 9:00 PM                                                     | 9:30 PM                                                     | 10:00 PM                                                    | 10:30 PM                                                    |
| ----- | ------------------------------------------------- | ----------------------------------------------------------------------------------- | ----------------------------------------------------------------------------------- | ----------------------------------------------------------------------------------- | ----------------------------------------------------------- | ----------------------------------------------------------- | ----------------------------------------------------------- | ----------------------------------------------------------- |
| ABC   | Călătorie spre fundul oceanului                   | Călătorie spre fundul oceanului                                                     | The F.B.I.                                                                          | The F.B.I.                                                                          | The ABC Sunday Night Movie (ocazional lungmetraj alb-negru) | The ABC Sunday Night Movie (ocazional lungmetraj alb-negru) | The ABC Sunday Night Movie (ocazional lungmetraj alb-negru) | The ABC Sunday Night Movie (ocazional lungmetraj alb-negru) |
| CBS   | Lassie (27/21.8) (Împărțit cu Visând la Jeannie)  | My Favorite Martian                                                                 | The Ed Sullivan Show (17/23.2) (Împărțit cu Walt Disney's Wonderful World of Color) | The Ed Sullivan Show (17/23.2) (Împărțit cu Walt Disney's Wonderful World of Color) | Perry Mason (B/W; un episod în culori)                      | Perry Mason (B/W; un episod în culori)                      | Candid Camera (B/W)                                         | What's My Line? (B/W)                                       |
| NBC   | 6:30 The Bell Telephone Hour / Actuality Specials | Walt Disney's Wonderful World of Color (17/23.2) (Împărțit cu The Ed Sullivan Show) | Walt Disney's Wonderful World of Color (17/23.2) (Împărțit cu The Ed Sullivan Show) | Branded                                                                             | Bonanza (1/31.8)                                            | Bonanza (1/31.8)                                            | The Wackiest Ship in the Army                               | The Wackiest Ship in the Army                               |

### Luni
| Rețea | Rețea     | 7:30 PM                 | 8:00 PM                                                                | 8:30 PM                         | 9:00 PM                                                              | 9:30 PM                                                                   | 10:00 PM                                       | 10:30 PM                                       |
| ----- | --------- | ----------------------- | ---------------------------------------------------------------------- | ------------------------------- | -------------------------------------------------------------------- | ------------------------------------------------------------------------- | ---------------------------------------------- | ---------------------------------------------- |
| ABC   | Toamna    | 12 O'Clock High (B/W)   | 12 O'Clock High (B/W)                                                  | The Legend of Jesse James (B/W) | A Man Called Shenandoah (B/W)                                        | The Farmer's Daughter (al treilea și al patrulea episod în alb/negru B/W) | Ben Casey (B/W)                                | Ben Casey (B/W)                                |
| ABC   | Noiembrie | 12 O'Clock High (B/W)   | 12 O'Clock High (B/W)                                                  | The Legend of Jesse James (B/W) | A Man Called Shenandoah (B/W)                                        | Peyton Place (B/W)                                                        | Ben Casey (B/W)                                | Ben Casey (B/W)                                |
| ABC   | Primăvara | 12 O'Clock High (B/W)   | 12 O'Clock High (B/W)                                                  | The Legend of Jesse James (B/W) | A Man Called Shenandoah (B/W)                                        | Peyton Place (B/W)                                                        | The Avengers (B/W)                             | The Avengers (B/W)                             |
| CBS   | Toamna    | To Tell the Truth (B/W) | I've Got a Secret (B/W) (19/22.4) (Împărțit cu The Lawrence Welk Show) | The Lucy Show (3/27.7)          | The Andy Griffith Show (6/26.9)                                      | Hazel                                                                     | The Steve Lawrence Show (B/W)                  | The Steve Lawrence Show (B/W)                  |
| CBS   | Iarna     | To Tell the Truth (B/W) | I've Got a Secret (B/W) (19/22.4) (Împărțit cu The Lawrence Welk Show) | The Lucy Show (3/27.7)          | The Andy Griffith Show (6/26.9)                                      | Hazel                                                                     | Art Linkletter's Hollywood Talent Scouts (B/W) | Art Linkletter's Hollywood Talent Scouts (B/W) |
| NBC   | NBC       | Hullabaloo              | The John Forsythe Show                                                 | Dr. Kildare                     | The Andy Williams Show / Perry Como's Kraft Music Hall (doar o lună) | The Andy Williams Show / Perry Como's Kraft Music Hall (doar o lună)      | Run for Your Life                              | Run for Your Life                              |

### Marți
| Rețea | Rețea  | 7:30 PM           | 8:00 PM                                                   | 8:30 PM                       | 9:00 PM                         | 9:30 PM                         | 10:00 PM                                                                                 | 10:30 PM                                                                                 |
| ----- | ------ | ----------------- | --------------------------------------------------------- | ----------------------------- | ------------------------------- | ------------------------------- | ---------------------------------------------------------------------------------------- | ---------------------------------------------------------------------------------------- |
| ABC   | ABC    | Combat! (B/W)     | Combat! (B/W)                                             | McHale's Navy (B/W)           | F Troop (B/W)                   | Peyton Place (B/W)              | The Fugitive (B/W)                                                                       | The Fugitive (B/W)                                                                       |
| CBS   | Toamna | Rawhide (B/W)     | Rawhide (B/W)                                             | The Red Skelton Hour (4/27.6) | The Red Skelton Hour (4/27.6)   | Petticoat Junction (21/22.3)    | CBS News Hour / CBS Reports (B/W; filmat permanent în culoare începând cu ianuarie 1966) | CBS News Hour / CBS Reports (B/W; filmat permanent în culoare începând cu ianuarie 1966) |
| CBS   | Iarna  | Daktari (14/23.9) | Daktari (14/23.9)                                         | The Red Skelton Hour (4/27.6) | The Red Skelton Hour (4/27.6)   | Petticoat Junction (21/22.3)    | CBS News Hour / CBS Reports (B/W; filmat permanent în culoare începând cu ianuarie 1966) | CBS News Hour / CBS Reports (B/W; filmat permanent în culoare începând cu ianuarie 1966) |
| CBS   | Vara   | Daktari (14/23.9) | Daktari (14/23.9)                                         | The Hippodrome                | The Hippodrome                  | Petticoat Junction (21/22.3)    | CBS News Hour / CBS Reports (B/W; filmat permanent în culoare începând cu ianuarie 1966) | CBS News Hour / CBS Reports (B/W; filmat permanent în culoare începând cu ianuarie 1966) |
| NBC   | NBC    | My Mother the Car | Please Don't Eat the Daisies (primul episod în alb/negru) | Dr. Kildare                   | NBC Tuesday Night at the Movies | NBC Tuesday Night at the Movies | NBC Tuesday Night at the Movies                                                          | NBC Tuesday Night at the Movies                                                          |

### Miercuri
| Rețea | Rețea  | 7:30 PM                                                                              | 8:00 PM                                                                              | 8:30 PM                                                                              | 9:00 PM                                                                       | 9:30 PM                                                                       | 10:00 PM                         | 10:30 PM                         |
| ----- | ------ | ------------------------------------------------------------------------------------ | ------------------------------------------------------------------------------------ | ------------------------------------------------------------------------------------ | ----------------------------------------------------------------------------- | ----------------------------------------------------------------------------- | -------------------------------- | -------------------------------- |
| ABC   | Toamna | The Adventures of Ozzie and Harriet                                                  | The Patty Duke Show (B/W)                                                            | Gidget                                                                               | The Big Valley                                                                | The Big Valley                                                                | Amos Burke — Secret Agent* (B/W) | Amos Burke — Secret Agent* (B/W) |
| ABC   | Iarna  | Batman (10/24.7)                                                                     | The Patty Duke Show (B/W)                                                            | Blue Light                                                                           | The Big Valley                                                                | The Big Valley                                                                | The Long Hot Summer (B/W)        | The Long Hot Summer (B/W)        |
| CBS   | Toamna | Lost in Space (B/W)                                                                  | Lost in Space (B/W)                                                                  | The Beverly Hillbillies (7/25.9) (Împărțit cu Bewitched)                             | Green Acres (11/24.6)                                                         | The Dick Van Dyke Show (B/W) (16/23.6)                                        | The Danny Kaye Show              | The Danny Kaye Show              |
| CBS   | Vara   | Lost in Space (B/W)                                                                  | Lost in Space (B/W)                                                                  | The Beverly Hillbillies (7/25.9) (Împărțit cu Bewitched)                             | Green Acres (11/24.6)                                                         | The Dick Van Dyke Show (B/W) (16/23.6)                                        | The John Gary Show               | The John Gary Show               |
| NBC   | NBC    | The Virginian (23/22.0) (Împărțit cu The Wild Wild West and The Jackie Gleason Show) | The Virginian (23/22.0) (Împărțit cu The Wild Wild West and The Jackie Gleason Show) | The Virginian (23/22.0) (Împărțit cu The Wild Wild West and The Jackie Gleason Show) | Bob Hope Presents the Chrysler Theatre / Chrysler Presents a Bob Hope Special | Bob Hope Presents the Chrysler Theatre / Chrysler Presents a Bob Hope Special | I Spy                            | I Spy                            |

* anterior Burke's Law

### Joi
| Rețea | Rețea     | 7:30 PM                | 8:00 PM                     | 8:30 PM                                          | 9:00 PM                                                        | 9:30 PM                      | 10:00 PM                     | 10:30 PM                     |
| ----- | --------- | ---------------------- | --------------------------- | ------------------------------------------------ | -------------------------------------------------------------- | ---------------------------- | ---------------------------- | ---------------------------- |
| ABC   | Toamna    | Shindig! (B/W)         | The Donna Reed Show (B/W)   | O.K. Crackerby! (primul episod în alb/negru B/W) | Bewitched (B/W) (7/25.9) (Împărțit cu The Beverly Hillbillies) | Peyton Place (B/W)           | The Long Hot Summer (B/W)    | The Long Hot Summer (B/W)    |
| ABC   | Iarna     | Batman (5/27.0)        | Gidget                      | The Double Life of Henry Phyfe                   | Bewitched (B/W) (7/25.9) (Împărțit cu The Beverly Hillbillies) | Peyton Place (B/W)           | The Baron                    | The Baron                    |
| CBS   | CBS       | The Munsters (B/W)     | Gilligan's Island (22/22.1) | My Three Sons (15/23.8)                          | The CBS Thursday Night Movie                                   | The CBS Thursday Night Movie | The CBS Thursday Night Movie | The CBS Thursday Night Movie |
| NBC   | Toamna    | Daniel Boone (26/21.9) | Daniel Boone (26/21.9)      | Laredo                                           | Laredo                                                         | Mona McCluskey               | The Dean Martin Show         | The Dean Martin Show         |
| NBC   | Primăvara | Daniel Boone (26/21.9) | Daniel Boone (26/21.9)      | Laredo                                           | Laredo                                                         | Mickie Finn's                | The Dean Martin Show         | The Dean Martin Show         |
| NBC   | Vara      | Daniel Boone (26/21.9) | Daniel Boone (26/21.9)      | Laredo                                           | Laredo                                                         | Mickie Finn's                | The Dean Martin Summer Show  | The Dean Martin Summer Show  |

### Vineri
| Rețea | Rețea     | 7:30 PM                                                                                   | 8:00 PM                                                                                   | 8:30 PM                                              | 9:00 PM                         | 9:30 PM                          | 10:00 PM                                              | 10:30 PM                                              |
| ----- | --------- | ----------------------------------------------------------------------------------------- | ----------------------------------------------------------------------------------------- | ---------------------------------------------------- | ------------------------------- | -------------------------------- | ----------------------------------------------------- | ----------------------------------------------------- |
| ABC   | Toamna    | The Flintstones                                                                           | Tammy                                                                                     | The Addams Family (B/W)                              | Honey West (B/W)                | Peyton Place (B/W)               | The Jimmy Dean Show                                   | The Jimmy Dean Show                                   |
| ABC   | Noiembrie | The Flintstones                                                                           | Tammy                                                                                     | The Addams Family (B/W)                              | Honey West (B/W)                | The Farmer's Daughter            | The Jimmy Dean Show                                   | The Jimmy Dean Show                                   |
| ABC   | Vara      | The Flintstones                                                                           | Tammy                                                                                     | The Addams Family (B/W)                              | Honey West (B/W)                | The Farmer's Daughter            | Court Martial (B/W)                                   | Court Martial (B/W)                                   |
| CBS   | Toamna    | The Wild Wild West (B/W) (23/22.0) (Împărțit cu The Jackie Gleason Show și The Virginian) | The Wild Wild West (B/W) (23/22.0) (Împărțit cu The Jackie Gleason Show și The Virginian) | Hogan's Heroes (primul episod în alb/negru) (9/24.9) | Gomer Pyle, U.S.M.C. (2/27.8)   | The Smothers Brothers Show (B/W) | Slattery's People (B/W)                               | Slattery's People (B/W)                               |
| CBS   | Iarna     | The Wild Wild West (B/W) (23/22.0) (Împărțit cu The Jackie Gleason Show și The Virginian) | The Wild Wild West (B/W) (23/22.0) (Împărțit cu The Jackie Gleason Show și The Virginian) | Hogan's Heroes (primul episod în alb/negru) (9/24.9) | Gomer Pyle, U.S.M.C. (2/27.8)   | The Smothers Brothers Show (B/W) | The Trials of O'Brien (B/W)                           | The Trials of O'Brien (B/W)                           |
| CBS   | Vara      | The Wild Wild West (B/W) (23/22.0) (Împărțit cu The Jackie Gleason Show și The Virginian) | The Wild Wild West (B/W) (23/22.0) (Împărțit cu The Jackie Gleason Show și The Virginian) | Hogan's Heroes (primul episod în alb/negru) (9/24.9) | Gomer Pyle, U.S.M.C. (2/27.8)   | The Smothers Brothers Show (B/W) | Wayne & Shuster Take An Affectionate Look At... (B/W) | Wayne & Shuster Take An Affectionate Look At... (B/W) |
| NBC   | Toamna    | Camp Runamuck                                                                             | Hank (primul episod în alb/negru)                                                         | Convoy (B/W)                                         | Convoy (B/W)                    | Mister Roberts                   | The Man from U.N.C.L.E. (13/24.0)                     | The Man from U.N.C.L.E. (13/24.0)                     |
| NBC   | Iarna     | Camp Runamuck                                                                             | Hank (primul episod în alb/negru)                                                         | The Sammy Davis Jr. Show                             | The Sammy Davis Jr. Show        | Mister Roberts                   | The Man from U.N.C.L.E. (13/24.0)                     | The Man from U.N.C.L.E. (13/24.0)                     |
| NBC   | Vara      | Camp Runamuck                                                                             | Hank (primul episod în alb/negru)                                                         | Sing Along with Mitch (repeats)                      | Sing Along with Mitch (repeats) | Mister Roberts                   | The Man from U.N.C.L.E. (13/24.0)                     | The Man from U.N.C.L.E. (13/24.0)                     |

### Sâmbătă
| Rețea | Rețea  | 7:30 PM                                                                                   | 8:00 PM                                                                                   | 8:30 PM                                                          | 9:00 PM                                                          | 9:30 PM                          | 10:00 PM                         | 10:30 PM                         |
| ----- | ------ | ----------------------------------------------------------------------------------------- | ----------------------------------------------------------------------------------------- | ---------------------------------------------------------------- | ---------------------------------------------------------------- | -------------------------------- | -------------------------------- | -------------------------------- |
| ABC   | Toamna | Shindig! (B/W)                                                                            | The King Family Show                                                                      | The Lawrence Welk Show (19/22.4) (Împărțit cu I've Got a Secret) | The Lawrence Welk Show (19/22.4) (Împărțit cu I've Got a Secret) | The Hollywood Palace             | The Hollywood Palace             | ABC Scope (B/W)                  |
| ABC   | Iarna  | The Adventures of Ozzie and Harriet                                                       | The Donna Reed Show (B/W)                                                                 | The Lawrence Welk Show (19/22.4) (Împărțit cu I've Got a Secret) | The Lawrence Welk Show (19/22.4) (Împărțit cu I've Got a Secret) | The Hollywood Palace             | The Hollywood Palace             | ABC Scope (B/W)                  |
| CBS   | Toamna | The Jackie Gleason Show (B/W) (23/22.0) (Împărțit cu The Wild Wild West și The Virginian) | The Jackie Gleason Show (B/W) (23/22.0) (Împărțit cu The Wild Wild West și The Virginian) | The Trials of O'Brien (B/W)                                      | The Trials of O'Brien (B/W)                                      | The Loner (B/W)                  | Gunsmoke (B/W) (30/21.3)         | Gunsmoke (B/W) (30/21.3)         |
| CBS   | Iarna  | The Jackie Gleason Show (B/W) (23/22.0) (Împărțit cu The Wild Wild West și The Virginian) | The Jackie Gleason Show (B/W) (23/22.0) (Împărțit cu The Wild Wild West și The Virginian) | Secret Agent (B/W)                                               | Secret Agent (B/W)                                               | The Loner (B/W)                  | Gunsmoke (B/W) (30/21.3)         | Gunsmoke (B/W) (30/21.3)         |
| CBS   | Vara   | Continental Showcase                                                                      | Continental Showcase                                                                      | Secret Agent (B/W)                                               | Secret Agent (B/W)                                               | The Face is Familiar             | Gunsmoke (B/W) (30/21.3)         | Gunsmoke (B/W) (30/21.3)         |
| NBC   | NBC    | Flipper (29/21.6)                                                                         | Visând la Jeannie (B/W)(27/21.8) (Împărțit cu Lassie)                                     | Get Smart (primul episod în alb/negru) (12/24.5)                 | NBC Saturday Night at the Movies                                 | NBC Saturday Night at the Movies | NBC Saturday Night at the Movies | NBC Saturday Night at the Movies |

## După rețea

### ABC
| Seriale care revin - 12 O'Clock High - ABC Scope - The ABC Sunday Night Movie - The Addam's Family - The Adventures of Ozzie and Harriet - Amos Burke — Secret Agent - The Avengers - Ben Casey - Bewitched - Combat! - The Donna Reed Show - The Farmer's Daughter - The Flintstones - The Fugitive - The Hollywood Palace - The Jimmy Dean Show - The King Family Show - The Lawrence Welk Show - McHale's Navy - The Patty Duke Show - Peyton Place - Saga of Western Man - Shindig! - Călătorie spre fundul oceanului | Seriale noi - The Baron - Batman * - The Big Valley - Blue Light * - Court Martial * - The Double Life of Henry Phyfe * - F Troop - The F.B.I. - Gidget - Honey West - The Legend of Jesse James - The Long Hot Summer - A Man Called Shenandoah - O.K. Crackerby! - Tammy | Seriale care nu au revenit din 1964–1965: - The Bing Crosby Show - Broadside - F.D.R. - Jonny Quest - Mickey - My Three Sons (mutat pe CBS) - No Time for Sergeants - The Outer Limits - The Tycoon - Valentine's Day - Wagon Train - Wendy and Me |

### CBS
| Seriale care revin - The Andy Griffith Show - The Beverly Hillbillies - Candid Camera - CBS News Hour - CBS Reports - The Danny Kaye Show - The Dick Van Dyke Show - The Ed Sullivan Show - Gilligan's Island - Gomer Pyle, U.S.M.C. - Gunsmoke - Hazel (mutat de pe NBC) - I've Got a Secret - The Jackie Gleason Show - Lassie - The Lucy Show - The Munsters - My Favorite Martian - My Three Sons (mutat de pe ABC) - Perry Mason - Petticoat Junction - Rawhide - The Red Skelton Hour - Secret Agent - Slattery's People - To Tell the Truth - The Twentieth Century - Vacation Playhouse - What's My Line? | Seriale noi - Art Linkletter's Hollywood Talent Scouts - CBS Thursday Night Movie - Continental Showcase - Daktari * - The Face Is Familiar * - Green Acres - The Hippodrome * - Hogan's Heroes - The John Gary Show * - The Loner - Lost in Space - The Smothers Brothers Comedy Hour - The Smothers Brothers Summer Show * - The Steve Lawrence Show - The Trials of O'Brien - Wayne & Shuster Take An Affectionate Look At... * - The Wild Wild West | Seriale care nu au revenit din 1964–1965: - The Baileys of Balboa - The Cara Williams Show - The Celebrity Game - The Defenders - The Doctors and the Nurses - The Entertainers - Fanfare - For the People - Glynis - The Great Adventure - The Joey Bishop Show - Many Happy Returns - Mr. Broadway - Mister Ed - My Living Doll - On Broadway Tonight - Our Private World - Password - The Reporter - Summer Playhouse - World War One |

### NBC
| Seriale care revin - Actuality Specials - The Andy Williams Show - The Bell Telephone Hour - Bob Hope Presents the Chrysler Theatre - Bonanza - Branded - Daniel Boone - Dr. Kildare - Flipper - The Man from U.N.C.L.E. - NBC Saturday Night at the Movies - Perry Como's Kraft Music Hall - The Virginian - Walt Disney's Wonderful World of Color | Seriale noi - Camp Runamuck - Convoy - The Dean Martin Show - The Dean Martin Summer Show * - Get Smart - Hank - Visând la Jeannie - I Spy - The John Forsythe Show - Laredo - Mickie Finn's * - Mister Roberts - Mona McCluskey - My Mother the Car - Please Don't Eat the Daisies - Run for Your Life - The Sammy Davis Jr. Show * - The Wackiest Ship in the Army | Seriale care nu au revenit din 1964–1965: - 90 Bristol Court - The Alfred Hitchcock Hour - The Bill Dana Show - Cloak of Mystery - The Famous Adventures of Mr. Magoo - Harris Against the World - Hazel (mutat pe CBS) - Hullabaloo - International Showtime - The Jack Benny Program - The Jack Paar Program - Kentucky Jones - Kraft Suspense Theater - Mr. Novak - Moment of Fear - Profiles in Courage - The Rogues - Tom, Dick and Mary |

Notă: * indică faptul că programul a fost introdus la mijlocul sezonului.